# Silvanus muticus
Silvanus muticus is een keversoort uit de familie van de spitshalskevers (Silvanidae). De wetenschappelijke naam van de soort werd in 1899 gepubliceerd door David Sharp.